# Daniel Cordier
Daniel Cordier (Anzin, Administración Militar del Norte de Francia y Bélgica; 26 de julio de 1942 – 16 de septiembre de 2024) fue un futbolista francés que jugó en la posición de defensa central.

## Equipos
| Periodo   | Club                  |
| --------- | --------------------- |
| 1961-1968 | US Valenciennes Anzin |
| 1968-1969 | USL Dunkerque         |
| 1969-1970 | US Valenciennes Anzin |
| 1970-1973 | Troyes AF             |
| 1973-1975 | Chaumont FC           |